# Radu Podgorean
Radu Podgorean (ur. 22 marca 1955 w Bukareszcie) – rumuński polityk i socjolog, były poseł, w 2007 deputowany do Parlamentu Europejskiego.

## Życiorys
Ukończył studia z zakresu socjologii na Uniwersytecie w Bukareszcie. Pracował jako socjolog w przedsiębiorstwie komunikacyjnym. W latach 2000–2008 przez dwie kadencje zasiadał w Izbie Deputowanych z ramienia Partii Socjaldemokratycznej.
Po przystąpieniu Rumunii do Unii Europejskiej 1 stycznia 2007 objął mandat eurodeputowanego jako przedstawiciel PSD w delegacji krajowej. Został członkiem grupy Partii Europejskich Socjalistów, a także Komisji Petycji oraz Komisji Rolnictwa i Rozwoju Wsi. Z PE odszedł 9 grudnia 2007, kiedy to w Europarlamencie zasiedli deputowani wybrani w wyborach powszechnych.